# Reckless
Reckless er Bryan Adams fjerde studiealbum, der blev udgivet den 5. november 1984. Albummet blev produceret af Adams og Bob Clearmountain.

## Spornummer
| Nr.           | Titel                                 | Længde |
| ------------- | ------------------------------------- | ------ |
| 1.            | "One Night Love Affair"               | 4:32   |
| 2.            | "She's Only Happy When She's Dancin'" | 3:14   |
| 3.            | "Run to You"                          | 3:54   |
| 4.            | "Heaven"                              | 4:03   |
| 5.            | "Somebody"                            | 4:44   |
| 6.            | "Summer of '69"                       | 3:35   |
| 7.            | "Kids Wanna Rock"                     | 2:36   |
| 8.            | "It's Only Love"                      | 3:15   |
| 9.            | "Long Gone"                           | 3:57   |
| 10.           | "Ain't Gonna Cry"                     | 4:06   |
| Total længde: | Total længde:                         | 37:56  |